# Acte juridique
Pour les articles homonymes, voir Acte.
En français, le terme d'acte juridique a deux sens :
- Acte au sens d'opération juridique. En ce sens, un acte juridique est une manifestation intentionnelle de volonté dans le but de réaliser certains effets de droit (voir l'article 1100 du code Civil). Les conséquences juridiques sont donc voulues (exemple : contrat, délégation de pouvoirs, convention, testament, etc.).
- Acte au sens d'écrit servant de support à l'opération juridique.

Afin de distinguer les deux, il est d'usage de reprendre les mots latins negotium pour le premier sens et instrumentum pour le second.

## Acte au sens denegotium

### Classifications

#### Par importance de l’acte
De cette classification dépend notamment la majorité requise pour traiter une indivision, une tutelle ou une curatelle. Cette classification est effectuée des actes les plus graves aux actes les moins graves quant aux conséquences que celles-ci peuvent porter sur le patrimoine avec a chacun de ces actes, une liste non exhaustive d'exemples de convention y correspondant:
- Les actes de disposition (acte qui change de façon importante la composition du patrimoine, requérant unanimité des parties) comme:
  - L'aliénation (vente, donation, échange...) ;
  - Le bail commercial ;
  - La constitution d’hypothèque pour le débiteur ;
  - La renonciation à un droit ;
  - etc.
- Les actes d'administration (acte d’exploitation ou de gestion courante du patrimoine, requérant majorité absolue des parties) comme:
  - La location d’un immeuble (comme la conclusion d'un bail d'habitation, d'un bail commercial);
  - L'ouverture d’un compte de dépôt;
  - Le paiement d’une dette;
  - La vente d’un meuble d'usage courant;
  - etc.
- Les actes conservatoires (qui tend à maintenir le patrimoine dans son état actuel):
  - Le cautionnement;
  - L'inscription d’hypothèque[3] pour le créancier;
  - La réparation d’un bien;
  - La souscription d’un contrat d’assurance;
  - etc.

#### Par souscripteur de l'acte
- Les contrats de droit privé ou de droit public (contrat administratif)
- Les actes judiciaires ou juridictionnels (commissions rogatoires, mandats, injonctions, ordonnances pénales, arrêts, etc.)
- Actes législatifs (lois, ordonnances, etc.)
- Actes administratifs :
  - Acte administratif réglementaire réalisé dans le cadre de l'administration dans un but d'intérêt général:
    - Les arrêtés permettant par exemple l'interdiction de stationnement qui peuvent être établis par les maires ou les préfets.

  - Acte administratif individuel réalisé dans le cadre de l'administration visant un ou plusieurs particuliers
    - suspension administrative de permis de conduire
- Actes de gouvernement (qui sont principalement des décrets et peuvent être des ordonnances sur autorisation du parlement dans un délai imparti.)

#### Parties impliquées dans l'établissement de l'acte
- Acte multilatéral (accord de volonté entre plusieurs personnes (acte bilatéral si l'accord de volonté est seulement entre deux personnes)):
  - La convention (contrat synallagmatique pour les contrats établis par seulement deux personnes)
- Acte unilatéral (œuvre d'une volonté unique)
  - Testament, congé, procuration, donation, acte administratif unilatéral, etc.

### Preuve
Les actes juridiques doivent être prouvés par des preuves parfaites.
Il existe cependant 9 exceptions. Si l'une de ces 9 exceptions est prouvée, tous les moyens de preuves seront admis. (Voir code civil, article 1341 et suivants)
1- Faible importance pécuniaire de l'affaire : si l'acte juridique est inférieur à 1 500 €
2- Matière commerciale : entre commerçants ou contre commerçants la preuve peut être apportée par tous moyens. Cette exception se justifie par la compétence que les commerçants sont supposés avoir et par la rapidité qui est nécessaire au fonctionnement du commerce.
3- Impossibilité matérielle ou morale d'établir un écrit au moment de la formation
4- Circonstances exceptionnelles (cas de force majeure) ayant entraîné la disparition de l'original.
5- L'existence d'un commencement de preuve par écrit (CPPE). C'est un acte par écrit qui est émané de celui contre lequel la demande est formée ou de celui qu'il représente et qui rend vraisemblable le fait allégué.
6- L'existence d'une copie fidèle et durable. (Est réputée fidèle et durable toute reproduction indélébile de l'original qui entraîne une modification irréversible du support)
7- L'existence d'une convention des parties sur les modes de preuve lors de la signature du contrat.
8- En matière prudhommale (Conflit sur le contrat de travail entre employeur et salarié)
9- Lors d'une contestation par un tiers du contrat, la preuve est libre.

## Acte au sens d'instrumentum

### France
Les instrumenta, ou actes instrumentaires, peuvent être classés en deux catégories : les actes authentiques et les actes sous seing privé.

#### Les actes authentiques
Les actes authentiques sont les actes de l'état civil et les actes notariés ou certains actes établis par un huissier de justice.
Ils ont
- Date certaine
- Force exécutoire
- Force probante

#### Les actes sous seing privé
Un acte sous seing privé est un acte écrit et signé directement entre deux personnes, un bail d'habitation par exemple. Il n'a pas du tout la même force que l'acte authentique.

### Québec (Canada)
Le droit de la preuve québécois distingue entre l'acte authentique, l'acte semi-authentique, l'acte sous seing privé, l'écrit d'entreprise et l'écrit pur et simple.

## La preuve écrite de l'acte juridique

### France
- Si le montant de l'acte juridique est supérieur à 1 500 euros, il faut obligatoirement une preuve écrite. Par contre, si le montant lui est inférieur et hors les litiges entre commerçants, tous les moyens de preuve sont acceptés.
- Les notaires produisent divers actes juridiques en les matérialisant sous forme d'actes notariés.

### Québec (Canada)
Au Québec, la règle générale concernant la preuve d'un acte juridique constaté par écrit est à l'art. 2863 C.c.Q. : 

« 2863. Les parties à un acte juridique constaté par un écrit ne peuvent, par témoignage, le contredire ou en changer les termes, à moins qu’il n’y ait un commencement de preuve. »

.

#### Principales exceptions
L'art. 2863 C.c.Q. mentionne l'exception du commencement de preuve.
L'article 2862 C.c.Q. énonce quelques-unes des principales exceptions à cette règle : 1) lorsque la valeur du litige n'excède pas 1 500 $ 2) quand il y a commencement de preuve 3) contre une personne, tout acte juridique passé par elle dans le cours des activités d'une entreprise : 

« La preuve d’un acte juridique ne peut, entre les parties, se faire par témoignage lorsque la valeur du litige excède 1 500 $.
Néanmoins, en l’absence d’une preuve écrite et quelle que soit la valeur du litige, on peut prouver par témoignage tout acte juridique dès lors qu’il y a commencement de preuve; on peut aussi prouver par témoignage, contre une personne, tout acte juridique passé par elle dans le cours des activités d’une entreprise. »

L'art. 2860 al. 2 prévoit une autre exception : « Toutefois, lorsqu’une partie ne peut, malgré sa bonne foi et sa diligence, produire l’original de l’écrit ou la copie qui légalement en tient lieu, la preuve peut être faite par tous moyens.»
Il existe l'exception de l'art. 2861 C.c.Q. : « Lorsqu’il n’a pas été possible à une partie, pour une raison valable, de se ménager la preuve écrite d’un acte juridique, la preuve de cet acte peut être faite par tous moyens. ».
L'art. 2864 C.c.Q. dispose que « la preuve par témoignage est admise lorsqu’il s’agit d’interpréter un écrit, de compléter un écrit manifestement incomplet ou d’attaquer la validité de l’acte juridique qu’il constate ».